# درولة (شوي بانة)
درولة (بالفارسية: دروله) هي قرية تقع في إيران في البلدة المركزية. يقدر عدد سكانها بـ 30 نسمة بحسب إحصاء 2016.